# جون وليامز (لاعب كرة قدم أسترالية)
جون وليامز (بالإنجليزية: John Williams)‏ هو لاعب كرة قدم أسترالية أسترالي، ولد في 13 أبريل 1940.

## وصلات خارجية
- جون وليامز على موقع AustralianFootball.com (الإنجليزية)
- جون وليامز على موقع AFLtables.com (الإنجليزية)